# Liste der Monuments historiques in Le Puy-Notre-Dame
Die Liste der Monuments historiques in Le Puy-Notre-Dame führt die Monuments historiques in der französischen Gemeinde Le Puy-Notre-Dame auf.

## Liste der Bauwerke
| Bezeichnung       | Beschreibung                  | Standort | Kennzeichnung | Schutzstatus | Datum | Bild           |
| ----------------- | ----------------------------- | -------- | ------------- | ------------ | ----- | -------------- |
| Kirche Notre-Dame | Erbaut ab dem 12. Jahrhundert | (Lage)   | PA00109241    | Classé       | 1962  | weitere Bilder |

## Liste der Objekte
- Monuments historiques (Objekte) in Le Puy-Notre-Dame in der Base Palissy des französischen Kultusministeriums